# 長谷川健太
長谷川 健太（はせがわ けんた、1965年9月25日 - ）は、静岡県清水市（現：静岡市清水区）出身の元プロサッカー選手、サッカー指導者。現役時代のポジションはフォワード（ウイング）。現在はJリーグ・名古屋グランパスの監督を務める。

## 選手経歴
小学6年時には清水FCの一員として全日本少年サッカー大会優勝、静岡県立清水東高等学校時代は小学生時代からの盟友大榎克己、堀池巧と共に清水東三羽烏として高校サッカーで活躍した。
筑波大学を経て1988年に日本サッカーリーグ1部の日産自動車サッカー部（現横浜F・マリノス）へ入部。同年からの2年連続三冠（リーグ、天皇杯、JSL杯）に貢献した。1990年、アジア大会終了後の怪我で日産を退部、怪我をしていながらオファーを出した清水への移籍を決断した。
1991年にJリーグ設立に際して誕生した地元の清水エスパルスに入団。1993年、1stステージ第7節のジェフ戦でJリーグ初ゴールを挙げるなど、初年度は36試合10ゴールを挙げた。1996年のJリーグカップでは準決勝のベルマーレ戦で1ゴール、決勝のヴェルディ川崎戦では先制ゴールを決めるなど クラブの初タイトル獲得に貢献した。1999年にはJリーグセカンドステージ優勝に貢献し、この年の天皇杯を最後に現役引退した。Jリーグ通算では207試合に出場47ゴール、Jリーグカップでは41試合12ゴールを挙げた。
日本代表としては、1989年のイラン戦で代表デビュー、1990年のアジア競技会以降は代表から遠ざかっていたが、1993年開催のワールドカップアメリカ大会アジア最終予選直前のコートジボワール戦で約3年振りに日本代表に復帰、同予選では4試合に出場、イラク戦では59分までプレー、ドーハの悲劇を経験した。1995年のダイナスティカップ、韓国戦まで代表でプレー、Aマッチ通算27試合に出場した。

## 指導者経歴

### 浜松大学～清水エスパルス
引退後はNHKでのサッカーの解説者、サッカーの指導者として浜松大学サッカー部監督を務めた。
2005年シーズンに古巣・清水の監督に就任。監督1年目は経験のなさを指摘され、チームも降格・入れ替え戦ラインをさまよい低迷したが、2年目の2006年シーズンからは岡崎慎司といった若手選手を積極的に起用することでチームの世代交代を成功させ4位と躍進を遂げた。その後も上位を保ち、優勝経験がありながらも経営難時代から低迷が続いたエスパルスを見事復活させた。タックル数が極端に少ない緻密なゾーンディフェンスを敷くとともに市川大祐や太田宏介、児玉新らのサイドバックの攻撃参加を最大限に生かすサイド攻撃を徹底させる戦術も機能した。
2009年シーズンは第28節の広島戦を終えた時点で10年ぶりにリーグ首位に立ったものの、第29節で最下位の大分に敗れ、その後5連敗を喫するなど1勝もできず、シーズン7位に終わる。
2010年シーズンは、開幕から12試合負けなし（8勝4分）と好発進。W杯前の前半戦をリーグ首位で折り返すも、第18節の横浜F・マリノス戦で敗れてからは2勝2分け6敗、ナビスコ杯も準決勝で敗退した。
2010年シーズンの第90回天皇杯全日本サッカー選手権大会決勝戦の対鹿島戦を最後に監督を退任。リーグ戦では初年度を除き上位争い、特に09.10年は優勝争いをし、カップ戦では3度決勝に進出しながらいずれもタイトルを逃してしまった。

### サッカー解説者～ガンバ大阪
2011年からはサッカー解説者に復帰し、NHK BS1（同3月までNHK衛星第1テレビジョン）「Jリーグ中継」を始め、プレミアリーグ、セリエAのテレビ中継解説者等を務めた。2012年ロンドンオリンピックではジャパンコンソーシアムの解説者として男子サッカーを担当した。
2013年、J2・ガンバ大阪の監督に就任。J2降格の原因となった守備の立て直しに着手しつつ、ガンバの持ち味である攻撃サッカーを継承。序盤こそやや躓いたものの、それまで出場機会が乏しかった若手選手を積極的に起用し、中盤以降は安定した内容で昇格圏を維持し1年でのJ1昇格とJ2優勝を達成した。
J1に復帰した2014年は、前半戦こそ苦戦を強いられ一時は降格圏内に落ち込んだが、後半戦に入ると一気に巻き返し昇格1年目ながらG大阪を9年ぶりのリーグ優勝に導いた。その年のJリーグアウォーズでは自身初の最優秀監督賞を受賞。Jリーグで選手経験を持つ監督としては4人目、現役時代の所属と異なるクラブを率いての受賞は初となった。また、9月には日本人監督としては西野朗以来となるJ1通算100勝目を達成した。さらに、この年ナビスコカップと天皇杯も制し、Jリーグの日本人監督としては初の国内三冠を達成した。
2015年、監督として初挑戦となったACLはJリーグ勢最高のベスト4に進出するも、準決勝でこの年ACLを制した中国の広州に敗れた。国内ではリーグ戦で3位に入りCS出場権を獲得。準決勝で年間2位の浦和を破るも決勝で年間1位の広島に敗れリーグ連覇を後一歩で逃した。ナビスコカップも準優勝となったが、天皇杯では2連覇を達成した。

### FC東京
2018年からは、FC東京を指揮。永井謙佑やディエゴ・オリヴェイラなどの活躍もありシーズン前半までは好調を保っていたが、夏の移籍マーケットで補強に失敗するとその後急失速。最終的には6位で終了した。
2019年は久保建英のブレイクもあり一時は首位に立つなど好調をキープしたが、その久保が移籍した事が祟りシーズン8敗のうち久保の移籍後に7敗を喫し、最終節の横浜F・マリノス戦まで優勝の可能性を残したが、試合に敗れ最終的に2位でフィニッシュ、ACL出場権を獲得した。
2020年は6位に終わり、2年連続のACL出場権獲得はならなかったが、ルヴァンカップに改名後初の優勝を果たし西野朗に続いて史上2人目の（2014年のガンバ大阪時代に続いて）2チームによるルヴァンカップ優勝監督となった。
2021年、連覇を目指したルヴァンカップでは、準決勝で名古屋に二試合の合計スコア3-4で敗れた。また、天皇杯では2回戦で堀池が監督を務める順天堂大学に延長戦の末に敗れ、ジャイアントキリングを許した。リーグ戦では3月から4月初めにかけてホーム4連勝を遂げるが、その後失速し4月半ばから5月初めに5連敗を喫してしまうなど不安定な戦いだった。9月には長友佑都の復帰もあったが好転はせず、更に第35節の横浜F・マリノス戦には0-8で大敗した。この試合の翌日に、辞任を申し入れた。

### 名古屋グランパス
2021年12月9日、名古屋グランパスの監督に就任すると発表された。　
2025年4月20日、監督在任中のJ1通算試合数が594試合となり、広島、浦和、札幌を率いて過去最多だったミハイロ・ペトロビッチ氏の記録に並んだ。　

## 戦術
合理的なリアリスト。 基本的な戦術は堅守速攻であり、アグレッシブ・スピーディな奪取速攻 プレス・アンド・ラッシュが特徴的。バスケットボールから引用した「ファストブレイク」と呼ばれている。多くの選手が自陣に下がって守りを固めるリトリートではなく、全速前進で前に出て球際で激しくファイトし、ボールを奪ったら相手ゴールへ一気に雪崩れ込み、素早い攻守切り替えからゴールに至るまでハイテンポな攻守に相手を引きずり込んで一気に片をつける電光石火の戦い方が特徴的である。

## エピソード

### ブラジル留学
日産自動車サッカー部に入部した1988年、2か月間のブラジル留学を経験した。これは加茂周の計らいとオスカーの仲立ちにより実現したもので、長谷川はJSLカップ開幕を前に渡伯し、サンパウロFCの2軍の練習に参加した。ちなみに清水秀彦が帯同している。当初は練習のみに参加する予定であったが、監督のカルロス・アルベルト（後に読売クラブ監督）に実力を認められ、特別措置として、2軍の公式戦2試合に出場した。結果は上々で、長谷川はチームに残らないかと勧誘されたという。

### 『ちびまる子ちゃん』との関わり
- 漫画家のさくらももことは清水市立入江小学校（現・静岡市立清水入江小学校）の同級生であり、代表作『ちびまる子ちゃん』には長谷川自身をモデルにしたサッカー好きの少年「ケンタ」がクラスメートとして登場する。長谷川とさくらは『ちびまる子ちゃん』の舞台である3年生のときに同じクラスだったわけではないが、5年生から6年生の高学年の時期は同じ組のクラスメートであった。長谷川自身はさくらももこの事を全く覚えていなかったという[17]。さくらももこが2018年8月15日に乳癌で死去したことが同年8月27日に報じられた際には、クラブのTwitterを通して追悼コメントを発表した[18]。
- 上記の『ちびまる子ちゃん』に、長谷川をモデルとしたケンタが登場した経緯は、長谷川が日産に所属していたころに遡る。当時日産の寮住まいだった長谷川のもとにさくらから電話がかかって来て、「漫画に描いていいですか？」と尋ねられ、長谷川は「俺でよければ」と了承したことからケンタが『ちびまる子ちゃん』に登場したという[19]。長谷川は、自身がモデルとなったケンタをテレビアニメで観て、「不思議な感じですね」と語っている。
- なお、大野くんと杉山くんは長谷川健太と長谷川健太の親友をモデルにしており、ちびまる子ちゃんには「長谷川健太本人のケンタくん」と「長谷川健太をモデルにした大野くん」の2人が出ていることになる。

### その他
- 私生活では23期日産ミスフェアレディで、現在コメンテーターなどで活躍中の女性（さくらももこの、同じ高校の2年後輩）と結婚している。

## 所属クラブ
- 清水FC
- 1978年 - 1980年 清水市立第一中学校（現・静岡市立清水第一中学校）
- 1981年 - 1983年 静岡県立清水東高等学校
- 1984年 - 1987年 筑波大学
- 1988年 - 1991年 日産自動車
- 1991年 - 1999年 清水FC/清水エスパルス

## 個人成績
| 国内大会個人成績 | 国内大会個人成績 | 国内大会個人成績 | 国内大会個人成績 | 国内大会個人成績 | 国内大会個人成績           | 国内大会個人成績 | 国内大会個人成績  | 国内大会個人成績 | 国内大会個人成績 | 国内大会個人成績 | 国内大会個人成績 |
| 年度             | クラブ           | 背番号           | リーグ           | リーグ戦         | リーグ戦                   | リーグ杯         | リーグ杯          | オープン杯       | オープン杯       | 期間通算         | 期間通算         |
| 年度             | クラブ           | 背番号           | リーグ           | 出場             | 得点                       | 出場             | 得点              | 出場             | 得点             | 出場             | 得点             |
| 日本             | 日本             | 日本             | 日本             | リーグ戦         | リーグ戦                   | JSL杯/ナビスコ杯 | JSL杯/ナビスコ杯  | 天皇杯           | 天皇杯           | 期間通算         | 期間通算         |
| ---------------- | ---------------- | ---------------- | ---------------- | ---------------- | -------------------------- | ---------------- | ----------------- | ---------------- | ---------------- | ---------------- | ---------------- |
| 1988-89          | 日産             | 13               | JSL1部           | 18               | 4                          | 5                | 0                 |                  |                  |                  |                  |
| 1989-90          | 日産             | 13               | JSL1部           | 11               | 5                          | 3                | 0                 |                  |                  |                  |                  |
| 1990-91          | 日産             | 9                | JSL1部           | 4                | 0                          | 4                | 0                 |                  |                  |                  |                  |
| 1992             | 清水             | -                | J                | -                | -                          | 10               | 2                 | 3                | 0                | 13               | 2                |
| 1993             | 清水             | -                | J                | 36               | 10                         | 1                | 0                 | 4                | 1                | 41               | 11               |
| 1994             | 清水             | -                | J                | 44               | 9                          | 1                | 0                 | 1                | 1                | 46               | 10               |
| 1995             | 清水             | -                | J                | 21               | 3                          | -                | -                 | 0                | 0                | 21               | 3                |
| 1996             | 清水             | -                | J                | 24               | 7                          | 16               | 7                 | 3                | 2                | 43               | 16               |
| 1997             | 清水             | 9                | J                | 30               | 5                          | 6                | 2                 | 1                | 0                | 37               | 7                |
| 1998             | 清水             | 9                | J                | 31               | 9                          | 5                | 0                 | 5                | 2                | 41               | 11               |
| 1999             | 清水             | 9                | J1               | 21               | 2                          | 2                | 1                 | 2                | 1                | 25               | 4                |
| 通算             | 日本             | 日本             | J1               | 207              | 45                         | 41               | 12                | 19               | 7                | 267              | 64               |
| 通算             | 日本             | 日本             | JSL1部           | 33               | 9                          | 12               | 0\|\|\|\|\|\|\|\| |                  |                  |                  |                  |
| 総通算           | 総通算           | 総通算           | 総通算           | 240              | 54\|\|\|\|\|\|\|\|\|\|\|\| |                  |                   |                  |                  |                  |                  |

その他の公式戦
- 1990年
  - コニカカップ 4試合1得点
- 1996年
  - サントリーカップ 1試合0得点
- 1999年
  - Jリーグチャンピオンシップ 1試合0得点

## 代表歴

### 試合数
- 国際Aマッチ 27試合 4得点（1989年 - 1995年）

| 日本代表 | 国際Aマッチ | 国際Aマッチ |
| 年       | 出場        | 得点        |
| -------- | ----------- | ----------- |
| 1989     | 11          | 1           |
| 1990     | 6           | 2           |
| 1991     | 0           | 0           |
| 1992     | 0           | 0           |
| 1993     | 5           | 0           |
| 1994     | 2           | 0           |
| 1995     | 3           | 1           |
| 通算     | 27          | 4           |

### 出場
| No. | 開催日         | 開催都市         | スタジアム                         | 対戦相手         | 結果        | 監督                         | 大会                 |
| --- | -------------- | ---------------- | ---------------------------------- | ---------------- | ----------- | ---------------------------- | -------------------- |
| 1.  | 1989年01月20日 | テヘラン         |                                    | イラン           | △2-2        | 横山謙三                     | 国際親善試合         |
| 2.  | 1989年05月05日 | ソウル           |                                    | 韓国             | ●0-1        | 横山謙三                     | 日韓定期戦           |
| 3.  | 1989年05月10日 | 東京都           | 国立西が丘サッカー場               | 中華人民共和国   | △2-2        | 横山謙三                     | 国際親善試合         |
| 4.  | 1989年05月13日 | 岡山県           | 岡山県総合グラウンド陸上競技場     | 中華人民共和国   | ○2-0        | 横山謙三                     | 国際親善試合         |
| 5.  | 1989年05月22日 | 香港             |                                    | 香港             | △0-0        | 横山謙三                     | ワールドカップ予選   |
| 6.  | 1989年05月28日 | インドネシア     |                                    | インドネシア     | △0-0        | 横山謙三                     | ワールドカップ予選   |
| 7.  | 1989年06月04日 | 東京都           | 国立霞ヶ丘競技場陸上競技場         | 北朝鮮           | ○2-1        | 横山謙三                     | ワールドカップ予選   |
| 8.  | 1989年06月11日 | 東京都           | 国立西が丘サッカー場               | インドネシア     | ○5-0        | 横山謙三                     | ワールドカップ予選   |
| 9.  | 1989年06月18日 | 愛知県           | 神戸総合運動公園ユニバー記念競技場 | 香港             | △0-0        | 横山謙三                     | ワールドカップ予選   |
| 10. | 1989年06月25日 | 平壌             |                                    | 北朝鮮           | ●0-2        | 横山謙三                     | ワールドカップ予選   |
| 11. | 1989年07月23日 | リオデジャネイロ |                                    | ブラジル         | ●0-1        | 横山謙三                     | 国際親善試合         |
| 12. | 1990年07月27日 | 北京             |                                    | 韓国             | ●0-2        | 横山謙三                     | ダイナスティカップ   |
| 13. | 1990年07月29日 | 北京             |                                    | 中華人民共和国   | ●0-1        | 横山謙三                     | ダイナスティカップ   |
| 14. | 1990年07月31日 | 北京             |                                    | 北朝鮮           | ●0-1        | 横山謙三                     | ダイナスティカップ   |
| 15. | 1990年09月26日 | 北京             |                                    | バングラデシュ   | ○3-0        | 横山謙三                     | アジア大会           |
| 16. | 1990年09月28日 | 北京             |                                    | サウジアラビア   | ●0-2        | 横山謙三                     | アジア大会           |
| 17. | 1990年10月01日 | 北京             |                                    | イラン           | ●0-1        | 横山謙三                     | アジア大会           |
| 18. | 1993年10月04日 | 東京都           | 国立霞ヶ丘競技場陸上競技場         | コートジボワール | ○1-0(延長)  | ハンス・オフト               | アフロ・アジア選手権 |
| 19. | 1993年10月18日 | ドーハ           |                                    | イラン           | ●1-2        | ハンス・オフト               | ワールドカップ予選   |
| 20. | 1993年10月21日 | ドーハ           |                                    | 北朝鮮           | ○3-0        | ハンス・オフト               | ワールドカップ予選   |
| 21. | 1993年10月25日 | ドーハ           |                                    | 韓国             | ○1-0        | ハンス・オフト               | ワールドカップ予選   |
| 22. | 1993年10月28日 | ドーハ           |                                    | イラク           | △2-2        | ハンス・オフト               | ワールドカップ予選   |
| 23. | 1994年05月22日 | 広島県           | 広島広域公園陸上競技場             | オーストラリア   | △1-1        | パウロ・ロベルト・ファルカン | キリンカップ         |
| 24. | 1994年05月29日 | 東京都           | 国立霞ヶ丘競技場陸上競技場         | フランス         | ●1-4        | パウロ・ロベルト・ファルカン | キリンカップ         |
| 25. | 1995年02月15日 | シドニー         |                                    | オーストラリア   | ●1-2        | 加茂周                       | 国際親善試合         |
| 26. | 1995年02月23日 | 香港             |                                    | 中華人民共和国   | ○2-1        | 加茂周                       | ダイナスティカップ   |
| 27. | 1995年02月26日 | 香港             |                                    | 韓国             | △2-2(PK5-3) | 加茂周                       | ダイナスティカップ   |

### 得点数
| # | 年月日        | 開催地                   | 対戦国         | スコア | 結果 | 試合概要                            |
| - | ------------- | ------------------------ | -------------- | ------ | ---- | ----------------------------------- |
| 1 | 1989年6月11日 | 日本、東京               | インドネシア   | 5-0    | 勝利 | 1990 FIFAワールドカップ・アジア予選 |
| 2 | 1990年9月26日 | 中国、北京市             | バングラデシュ | 3-0    | 勝利 | アジア競技大会                      |
| 3 | 1990年9月26日 | 中国、北京市             | バングラデシュ | 3-0    | 勝利 | アジア競技大会                      |
| 4 | 1995年2月25日 | オーストラリア、シドニー | オーストラリア | 1-2    | 敗戦 | 親善試合                            |

## 指導歴
- 2000年 - 2004年：浜松大学サッカー部監督
- 2002年：浜松大学監督として東海学生サッカーリーグ戦1部、静岡県サッカー選手権大会（天皇杯静岡県予選）優勝
- 2004年：JFA 公認S級コーチを取得
- 2005年 - 2010年：清水エスパルス 監督
- 2013年 - 2017年：ガンバ大阪 監督
- 2018年 - 2021年 ： FC東京 監督
- 2022年 - ： 名古屋グランパス 監督

## 監督成績
| 年度   | 所属   | クラブ | リーグ戦 | リーグ戦 | リーグ戦 | リーグ戦 | リーグ戦 | リーグ戦 | カップ戦       | カップ戦  | カップ戦 |
| 年度   | 所属   | クラブ | 順位     | 試合     | 勝点     | 勝利     | 引分     | 敗戦     | Jリーグ杯      | 天皇杯    | ACL      |
| ------ | ------ | ------ | -------- | -------- | -------- | -------- | -------- | -------- | -------------- | --------- | -------- |
| 2002   |        | 浜松大 | -        | -        | -        | -        | -        | -        | -              | 2回戦敗退 | -        |
| 2005   | J1     | 清水   | 15位     | 34       | 39       | 9        | 12       | 13       | ベスト8        | 準優勝    | -        |
| 2006   | J1     | 清水   | 4位      | 34       | 60       | 18       | 6        | 10       | 予選リーグ敗退 | ベスト8   | -        |
| 2007   | J1     | 清水   | 4位      | 34       | 61       | 18       | 7        | 9        | 予選リーグ敗退 | ベスト8   | -        |
| 2008   | J1     | 清水   | 5位      | 34       | 55       | 16       | 7        | 11       | 準優勝         | ベスト8   | -        |
| 2009   | J1     | 清水   | 7位      | 34       | 51       | 13       | 12       | 9        | ベスト4        | ベスト4   | -        |
| 2010   | J1     | 清水   | 6位      | 34       | 54       | 15       | 9        | 10       | ベスト4        | 準優勝    | -        |
| 2013   | J2     | G大阪  | 優勝     | 42       | 87       | 25       | 12       | 5        | -              | 3回戦敗退 | -        |
| 2014   | J1     | G大阪  | 優勝     | 34       | 63       | 19       | 6        | 9        | 優勝           | 優勝      | -        |
| 2015   | J1     | G大阪  | 2位      | 34       | 63       | 18       | 9        | 7        | 準優勝         | 優勝      | ベスト4  |
| 2016   | J1     | G大阪  | 4位      | 34       | 58       | 17       | 7        | 10       | 準優勝         | ベスト8   | GS敗退   |
| 2017   | J1     | G大阪  | 10位     | 34       | 43       | 11       | 10       | 13       | ベスト4        | 4回戦敗退 | -        |
| 2018   | J1     | FC東京 | 6位      | 34       | 50       | 14       | 8        | 12       | 予選リーグ敗退 | 4回戦敗退 | -        |
| 2019   | J1     | FC東京 | 2位      | 34       | 64       | 19       | 7        | 8        | ベスト8        | 3回戦敗退 | -        |
| 2020   | J1     | FC東京 | 6位      | 34       | 57       | 17       | 6        | 11       | 優勝           | -         | ベスト16 |
| 2021   | J1     | FC東京 | 9位      | 35       | 49       | 14       | 7        | 14       | ベスト4        | 2回戦敗退 | -        |
| 2022   | J1     | 名古屋 | 8位      | 34       | 46       | 11       | 13       | 10       | ベスト8        | 4回戦敗退 | -        |
| 2023   | J1     | 名古屋 | 6位      | 34       | 52       | 14       | 10       | 10       | ベスト4        | ベスト8   | -        |
| 2024   | J1     | 名古屋 | 11位     | 38       | 50       | 15       | 5        | 18       | 優勝           | 2回戦敗退 | -        |
| 2025   | J1     | 名古屋 | 位       |          |          |          |          |          |                |           |          |
| J1通算 | J1通算 | J1通算 | -        | 545      | -        | 243      | 136      | 166      |                |           |          |
| J2通算 | J2通算 | J2通算 | -        | 42       | -        | 25       | 12       | 5        |                |           |          |
| J通算  | J通算  | J通算  | -        | 587      | -        | 268      | 148      | 171      |                |           |          |

## タイトル

### 選手時代
高校
- 全国高校総体：1回（1981年）
- 全国高校選手権大会：1回（1982年）

大学
- 関東大学リーグ：1回（1987年）

日産自動車
- 日本サッカーリーグ1部：2回（1988年/89年、1989年/90年）
- 天皇杯：2回（1988年、1989年）
- JSLカップ：3回（1988年、1989年、1990年）

清水エスパルス
- ヤマザキナビスコカップ：1回（1996年）
- J1リーグ 2ndステージ：1回（1999年）

### 監督時代
ガンバ大阪
- J1リーグ：1回（2014年）
- J2リーグ：1回（2013年）
- Jリーグカップ：1回（2014年）
- 天皇杯 JFA 全日本サッカー選手権大会：2回（2014年、2015年）
- ゼロックススーパーカップ：1回（2015年）

FC東京
- Jリーグカップ：1回（2020年）

名古屋グランパス
- Jリーグカップ：1回（2024年）

個人
- Jリーグ最優秀監督賞：1回（2014年）

## 著書
- 一流のリーダーたちから学ぶ勝利の哲学（2013年、フロムワン発行・朝日新聞出版発売）ISBN 978-4021902376

長谷川が静岡朝日テレビ『スポーツパラダイス』にて行なったゲストとの対談をまとめたもの。